# Los llanos
Los Llanos (o anche al singolare: El Llano) sono una ecoregione dell'ecozona neotropicale, appartenente al bioma delle praterie, savane e macchie tropicali e subtropicali, indicata dal WWF con il codice NT0709. Sono collocati in un'enorme depressione, delimitata dalle Ande a ovest, la cordigliera costiera del Venezuela a nord, che la divide dal mare Caraibico, e dallo scudo della Guiana a sud.
La regione è inclusa nella lista Global 200 con il nome di Savane del Llanos.

## Territorio
Los Llanos sono terre di notevole estensione situate sia in Venezuela sia in Colombia e poste a nord del fiume Orinoco e del suo affluente Meta. 
Tale ampio territorio, come suggerisce il nome, è pianeggiante, caratterizzato da grandi appezzamenti terrieri, fattorie (hatos) dedite generalmente all'allevamento bovino, campi petroliferi, corsi d'acqua (il principale dei quali è l'Orinoco) ed estese zone paludose.

## Flora
Secondo la classificazione di Holdridge, lo spazio dei Llanos dovrebbe essere occupato da una foresta tropicale decidua; ma in realtà, malgrado una notevole complessità floristica, la forma di vegetazione più comune è quella della savana; il motivo non è ancora del tutto compreso. Vari ricercatori venezuelani e 
colombiani hanno lavorato per mappare la fitogeografia dell'ecoregione e hanno descritto decine di diversi 
habitat: oltre ai vari tipi di savana, nei Llanos si trovano numerosi tipi di foresta, anche a galleria, probabilmente residui di foreste più ampie che esistevano prima dell'arrivo dell'uomo e dell'espansione delle attività di allevamento zootecnico.

## Fauna

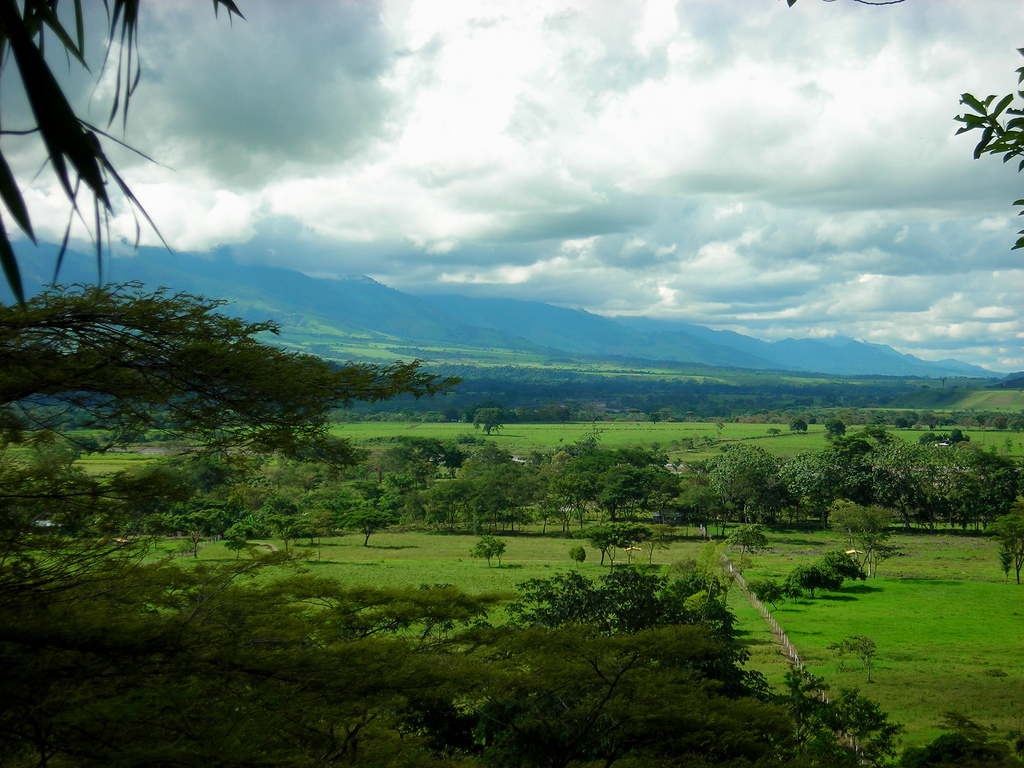
Los Llanos in Colombia

La prima peculiarità dei Llanos è che, pur prevalendo la savana, non sono diffusi gli ungulati, comuni invece nel corrispondente ecosistema in Africa, e l'unica specie presente è il cervo dalla coda bianca (Odocoileus virginianus); nella parte forestata gli ungulati sono più numerosi (pecari, tapiri, cervi), oltre ad altri mammiferi, quali scimmie, puma, giaguari e ocelotti. Nelle zone umide della savana la nicchia ecologica destinata agli erbivori è occupata dal capibara (Hydrochoerus hydrochaeris), il più grande roditore esistente, che può raggiungere i 50 kg. Per quanto riguarda gli uccelli, la Colombia è il paese del mondo con più specie identificate: 1.700, di cui il 40% si trovano anche nei Llanos.
Nei Llanos è molto ricca la componente dei rettili e degli anfibi, con rispettivamente 194 specie e 64 specie identificate. Alcune specie di rettili meritano una considerazione particolare: Arrau (Podocnemis expansa), la più grande tartaruga di fiume che raggiunge i 50 kg e vive nell'Orinoco; il coccodrillo dell'Orinoco (Crocodylus intermedius); infine, un chelone, la tartaruga a zampe rosse (Chelonoidis carbonarius), la principale preda della popolazione rurale della zona.

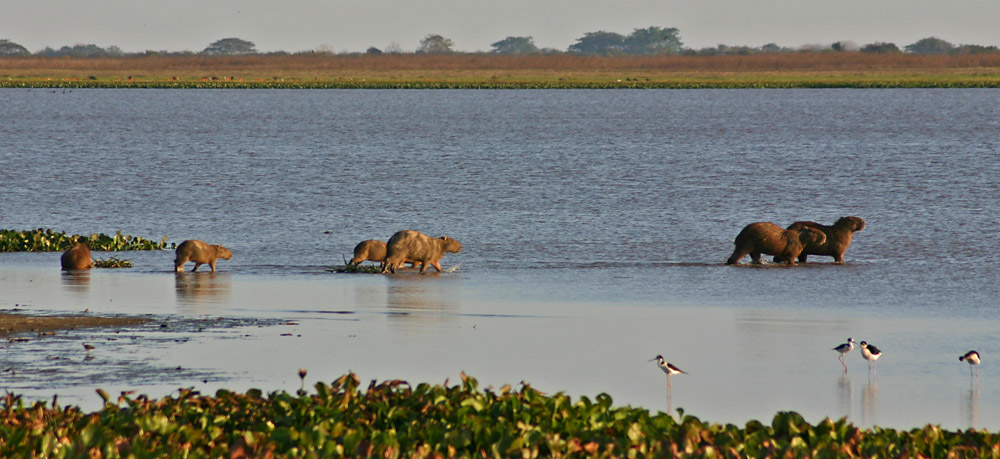
I capibara

Tra la fauna acquatica, sono state identificate 300 specie solo nella porzione venezuelana. Il numero di specie che popolano Los Llanos varia sensibilmente in funzione della stagione, visto che durante la stagione delle piogge le acque si accumulano in enormi laghi a lento drenaggio e il livello dei fiumi può innalzarsi di 8 m. Al contrario, durante la stagione secca molte zone si inaridiscono completamente, così come si riduce drasticamente il livello di ossigeno disciolto nelle acque, limitando molto la possibilità di sopravvivenza delle specie acquatiche.

## Popolazione
L'ecoregione è compresa fra il dipartimento colombiano di Meta a occidente e lo stato venezuelano di Monagas ad oriente. In questo spazio sorgono varie importanti città tra cui Yopal, Arauca, Villavicencio, San Fernando de Apure, Barinas, San Carlos, San Juan de los Morros, Maturín e Valle de la Pascua.

La bellezza dei paesaggi ha fatto sì che la regione sia divenuta col tempo meta turistica di notevole richiamo, grazie al verde intenso delle savane, alla ricchissima fauna e al tipo di vita particolare del llanero, che ha un forte impatto.
Dal punto di vista culturale, nei Llanos si sono sviluppati diversi tipi di musica caratteristica, dalla pura e semplice musica llanera al vallenato, al joropo e alla parranda.

## Conservazione
Nella porzione venezuelana si trovano due parchi nazionali: il Parco nazionale Santos Luzardo e il Parco nazionale Aguaro-Guariquito. In Colombia, si trova il Parco nazionale naturale El Tuparro.